# Walter Arthur Berendsohn
Walter Arthur Berendsohn (né le 10 septembre 1884 à Hambourg, mort le 30 janvier 1984 à Stockholm) est un professeur de littérature contemporaine allemand.

## Biographie
Walter A. Berendsohn fait des études germaniques et scandinaves et de philosophie dans les universités de Berlin, Fribourg, Munich et Kiel. Après son habilitation en 1920, il devient professeur en 1926 à l'université de Hambourg et enseigne la littérature allemande et les études scandinaves. Par ailleurs, il organise des célébrations pour la paroisse de Hambourg de la religion humaniste et l'association moniste allemande. En 1920, il intègre la loge maçonnique "Menschentum" qui est en faveur de son mysticisme (Carl von Ossietzky en fait aussi partie). De plus, Berendsohn s'engage en politique et s'inscrit au SPD. Il se prononce publiquement contre le nazisme.
En raison de son origine juive, Berendsohn est licencié par les nazis. En octobre 1933, il émigre au Danemark avec sa femme Dorothea Eggert et leurs deux enfants. En 1936, il perd la nationalité allemande et ses biens sont saisis. Dans la pauvreté entre 1938 et 1940, il reçoit une aide de l'American Guild for German Cultural Freedom. Le 26 septembre 1943, la famille fuit à bord d'un bateau de pêche vers la Suède. Il trouve un travail d'archiviste auprès de celles d'August Strindberg et fonde la Ligue des Allemands libres en Suède. Au milieu des années 1950, il devient professeur invité de l'université de Stockholm et est fait docteur honoris causa en 1974. Avec son essai Die humanistische Front, Walter Arthur Berendsohn est le premier à s'intéresser à une littérature de l'exil allemande. Il y travaille pendant de nombreuses décennies à l'université de Stockholm.
Après la fin de la Seconde Guerre mondiale, Berendsohn cherche à revenir à Hambourg. Mais l'université lui refuse de lui rendre un poste de professeur et son doctorat. Hans Pyritz ne cache pas son refus d'une réintégration de Berendsohn. En décembre 1954, la faculté de philosophie lui rend son habilitation, cependant il demande de nouveau à donner des cours à Hambourg. En 1958, le recteur Karl Schiller entame une nouvelle procédure pour la réintégration de Berendsohn que la faculté refuse encore une fois pour un manque de qualification. En 1983, la faculté cède et lui donne un doctorat honorifique. Il le reçoit lors d'une cérémonie à Stockholm.
Berendsohn est aussi connu comme biographe et partisan de l'écrivain Nelly Sachs. Grâce à son initiative, elle reçoit le prix Nobel de littérature en 1966. Il soutient aussi Willy Brandt pour qu'il obtienne le prix Nobel de la paix en 1971.

## Source de la traduction
- (de) Cet article est partiellement ou en totalité issu de l’article de Wikipédia en allemand intitulé « Walter A. Berendsohn » (voir la liste des auteurs).